# Theresienstadt - Danske Jøder i Hitlers Fangenskab
|  | Denne artikel er oprettet af botten Steenthbot ud fra en ekstern database. Den kan derfor have sproglige fejl eller mangler. Denne skabelon kan fjernes efter kontrol af indholdet. |

Theresienstadt - Danske Jøder i Hitlers Fangenskab er en dansk dokumentarfilm fra 2015 instrueret af Carl Otto Dethlefsen og Jonatan Jerichow.

## Handling
70 år efter befrielsen rejser seks danskere tilbage til den nazistiske koncentrationslejr Theresienstadt, hvorfra de på mirakuløs vis undslap i live. For dem alle bliver rejsen et punktum for erindringerne om en tid med sult, angst og begivenheder, som skulle komme til at ændre deres liv for altid.